# Enzo Berthon
Pour les articles homonymes, voir Berthon.
Enzo Berthon, né le 10 avril 2000 à Royan, est un karatéka français.Inscrit dans le club de karaté à Vernon finit 3eme au championnat du monde 2023 à Budapest en équipe où il gagna son combat.

## Carrière
Enzo Berthon est médaillé d'or en kumite par équipes aux championnats d'Europe 2022 à Gaziantep et médaillé d'argent en kumite par équipes aux championnats d'Europe 2023 à Guadalajara,.
Il remporte la médaille de bronze en kumite par équipes lors des Championnats du monde de karaté 2023 à Budapest.
Aux championnats d'Europe 2024 à Zadar, il est médaillé de bronze en kumite par équipes.
Il est médaillé d'or en kumite individuel des moins de 75 kg aux Jeux mondiaux de 2025 à Chengdu.